# لی یوان هونگ
لی یوان هونگ (انگلیسی: Li Yuanhong؛ ۱۹ اکتبر ۱۸۶۴ – ۳ ژوئن ۱۹۲۸) یک سیاستمدار در دوران دودمان چینگ بود پس از آن هم در دوران حکومت جمهوری چین، سه دوره رئیس‌جمهور جمهوری چین شد.